# Milà-Sanremo 1909
La Milà-Sanremo 1909 fou la 3a edició de la Milà-Sanremo. La cursa es disputà el 4 d'abril de 1909, sent el vencedor final l'italià Luigi Ganna.
104 ciclistes hi van prendre part, acabant la cursa 57 d'ells.

## Classificació final
|    | Ciclista             | Equip | Temps      |
| -- | -------------------- | ----- | ---------- |
| 1  | Luigi Ganna          | -     | 9h 32' 00" |
| 2  | Emile Georget        | -     | + 3' 00"   |
| 3  | Giovanni Cuniolo     | -     | + 18' 00"  |
| 4  | Cyrille van Hauwaert | -     | m. t.      |
| 5  | Giovanni Gerbi       | -     | + 21' 00"  |
| 6  | François Faber       | -     | + 22' 00"  |
| 7  | Carlo Galetti        | -     | + 26' 00"  |
| 8  | Vincenzo Borgarello  | -     | + 30' 00"  |
| 9  | Omer Beaugendre      | -     | + 38' 30"  |
| 10 | Mario Pesce          | -     | + 43' 30"  |